# Classificació de la Copa del Món de futbol 2006-UEFA
La fase de classificació de la Copa del Món de Futbol 2006 de la zona europea fou organitzada i supervisada per la UEFA.
Alemanya es classificà directament com a país organitzador.
A més d'Alemanya, la zona europea disposava de 13 places més. Per decidir-les es dividiren els equips en 8 grups. Els 8 campions i els dos millors segons de cada grup es classificaven dirèctament. Els altres 6 segons disputaven una eliminatòria per decidir els tres equips restants.

## Grup 1
| Equip           | Pts | PJ | PG | PE | PP | GF | GC |
| --------------- | --- | -- | -- | -- | -- | -- | -- |
| Països Baixos   | 32  | 12 | 10 | 2  | 0  | 27 | 3  |
| República Txeca | 27  | 12 | 9  | 0  | 3  | 35 | 12 |
| Romania         | 25  | 12 | 8  | 1  | 3  | 20 | 10 |
| Finlàndia       | 16  | 12 | 5  | 1  | 6  | 21 | 19 |
| Macedònia       | 9   | 12 | 2  | 3  | 7  | 11 | 24 |
| Armènia         | 7   | 12 | 2  | 1  | 9  | 9  | 25 |
| Andorra         | 5   | 12 | 1  | 2  | 9  | 4  | 34 |

- 18- 8-04 Skopje : Macedònia 3-0 Armènia
- 18- 8-04 Bucurest : Romania 2-1 Finlàndia
- 4- 9-04 Tampere : Finlàndia 3-0 Andorra
- 4- 9-04 Craiova : Romania 2-1 Macedònia
- 8- 9-04 Andorra la Vella: Andorra 1-5 Romania
- 8- 9-04 Yerevan : Armènia 0-2 Finlàndia
- 8- 9-04 Amsterdam : Països Baixos 2-0 República Txeca
- 9-10-04 Praga : República Txeca 1-0 Romania
- 9-10-04 Tampere : Finlàndia 3-1 Armènia
- 9-10-04 Skopje : Macedònia 2-2 Països Baixos
- 13-10-04 Andorra la Vella: Andorra 1-0 Macedònia
- 13-10-04 Yerevan : Armènia 0-3 República Txeca
- 13-10-04 Amsterdam : Països Baixos 3-1 Finlàndia
- 17-11-04 Barcelona : Andorra 0-3 Països Baixos
- 17-11-04 Yerevan : Armènia 1-1 Romania
- 17-11-04 Skopje : Macedònia 0-2 República Txeca
- 9- 2-05 Skopje : Macedònia 0-0 Andorra
- 26- 3-05 Yerevan : Armènia 2-1 Andorra
- 26- 3-05 Teplice : República Txeca 4-3 Finlàndia
- 26- 3-05 Bucurest : Romania 0-2 Països Baixos
- 30- 3-05 Andorra la.Vella: Andorra 0-4 República Txeca
- 30- 3-05 Skopje : Macedònia 1-2 Romania
- 30- 3-05 Eindhoven : Països Baixos 2-0 Armènia
- 4- 6-05 Yerevan : Armènia 1-2 Macedònia
- 4- 6-05 Liberec : República Txeca 8-1 Andorra
- 4- 6-05 Rotterdam : Països Baixos 2-0 Romania
- 8- 6-05 Teplice : República Txeca 6-1 Macedònia
- 8- 6-05 Hèlsinki : Finlàndia 0-4 Països Baixos
- 8- 6-05 Constanta : Romania 3-0 Armènia
- 17- 8-05 Skopje : Macedònia 0-3 Finlàndia
- 17- 8-05 Constanta : Romania 2-0 Andorra
- 3- 9-05 Andorra la.Vella: Andorra 0-0 Finlàndia
- 3- 9-05 Yerevan : Armènia 0-1 Països Baixos
- 3- 9-05 Constanta : Romania 2-0 República Txeca
- 7- 9-05 Olomouc : República Txeca 4-1 Armènia
- 7- 9-05 Tampere : Finlàndia 5-1 Macedònia
- 7- 9-05 Eindhoven : Països Baixos 4-0 Andorra
- 8-10-05 Praga : República Txeca 0-2 Països Baixos
- 8-10-05 Hèlsinki : Finlàndia 0-1 Romania
- 12-10-05 Andorra la Vella: Andorra 0-3 Armènia
- 12-10-05 Hèlsinki : Finlàndia 0-3 República Txeca
- 12-10-05 Amsterdam : Països Baixos 0-0 Macedònia

- Classificat: Països Baixos

## Grup 2
| Equip      | Pts | PJ | PG | PE | PP | GF | GC |
| ---------- | --- | -- | -- | -- | -- | -- | -- |
| Ucraïna    | 25  | 12 | 7  | 4  | 1  | 18 | 7  |
| Turquia    | 23  | 12 | 6  | 5  | 1  | 23 | 9  |
| Dinamarca  | 22  | 12 | 6  | 4  | 2  | 24 | 12 |
| Grècia     | 21  | 12 | 6  | 3  | 3  | 15 | 9  |
| Albània    | 13  | 12 | 4  | 1  | 7  | 11 | 21 |
| Geòrgia    | 10  | 12 | 2  | 4  | 6  | 14 | 25 |
| Kazakhstan | 1   | 12 | 0  | 1  | 1  | 6  | 29 |

- 4- 9-04 Tirana : Albània 2-1 Grècia
- 4- 9-04 Copenhaguen : Dinamarca 1-1 Ucraïna
- 4- 9-04 Trabzon : Turquia 1-1 Geòrgia
- 8- 9-04 Almaty : Kazakhstan 1-2 Ucraïna
- 8- 9-04 Tbilisi : Geòrgia 2-0 Albània
- 8- 9-04 Atenes : Grècia 0-0 Turquia
- 9-10-04 Tirana : Albània 0-2 Dinamarca
- 9-10-04 Istanbul : Turquia 4-0 Kazakhstan
- 9-10-04 Kyiv : Ucraïna 1-1 Grècia
- 13-10-04 Copenhaguen : Dinamarca 1-1 Turquia
- 13-10-04 Almaty : Kazakhstan 0-1 Albània
- 13-10-04 Lviv : Ucraïna 2-0 Geòrgia
- 17-11-04 Tbilisi : Geòrgia 2-2 Dinamarca
- 17-11-04 Pireu : Grècia 3-1 Kazakhstan
- 17-11-04 Istanbul : Turquia 0-3 Ucraïna
- 9- 2-05 Tirana : Albània 0-2 Ucraïna
- 9- 2-05 Atenes : Grècia 2-1 Dinamarca
- 26- 3-05 Copenhaguen : Dinamarca 3-0 Kazakhstan
- 26- 3-05 Tbilisi : Geòrgia 1-3 Grècia
- 26- 3-05 Istanbul : Turquia 2-0 Albània
- 30- 3-05 Tbilisi : Geòrgia 2-5 Turquia
- 30- 3-05 Pireu : Grècia 2-0 Albània
- 30- 3-05 Kyiv : Ucraïna 1-0 Dinamarca
- 4- 6-05 Tirana : Albània 3-2 Geòrgia
- 4- 6-05 Istanbul : Turquia 0-0 Grècia
- 4- 6-05 Kyiv : Ucraïna 2-0 Kazakhstan
- 8- 6-05 Copenhaguen : Dinamarca 3-1 Albània
- 8- 6-05 Pireu : Grècia 0-1 Ucraïna
- 8- 6-05 Almaty : Kazakhstan 0-6 Turquia
- 17- 8-05 Almaty : Kazakhstan 1-2 Geòrgia
- 3- 9-05 Tirana : Albània 2-1 Kazakhstan
- 3- 9-05 Tbilisi : Geòrgia 1-1 Ucraïna
- 3- 9-05 Istanbul : Turquia 2-2 Dinamarca
- 7- 9-05 Copenhaguen : Dinamarca 6-1 Geòrgia
- 7- 9-05 Almaty : Kazakhstan 1-2 Grècia
- 7- 9-05 Kyiv : Ucraïna 0-1 Turquia
- 8-10-05 Copenhaguen : Dinamarca 1-0 Grècia
- 8-10-05 Tbilisi : Geòrgia 0-0 Kazakhstan
- 8-10-05 Dnipropetrovsk: Ucraïna 2-2 Albània
- 12-10-05 Tirana : Albània 0-1 Turquia
- 12-10-05 Pireu : Grècia 1-0 Geòrgia
- 12-10-05 Almaty : Kazakhstan 1-2 Dinamarca

- Classificat: Ucraïna

## Grup 3
| Equip         | Pts | PJ | PG | PE | PP | GF | GC |
| ------------- | --- | -- | -- | -- | -- | -- | -- |
| Portugal      | 30  | 12 | 9  | 3  | 0  | 35 | 5  |
| Eslovàquia    | 23  | 12 | 6  | 5  | 1  | 24 | 9  |
| Rússia        | 23  | 12 | 6  | 5  | 1  | 23 | 12 |
| Estònia       | 17  | 12 | 5  | 2  | 5  | 16 | 17 |
| Letònia       | 15  | 12 | 4  | 3  | 5  | 18 | 21 |
| Liechtenstein | 8   | 12 | 2  | 2  | 8  | 13 | 22 |
| Luxemburg     | 0   | 12 | 0  | 0  | 12 | 5  | 48 |

- 18- 8-04 Vaduz : Liechtenstein 1-2 Estònia
- 18- 8-04 Bratislava : Eslovàquia 3-1 Luxemburg
- 4- 9-04 Tallinn : Estònia 4-0 Luxemburg
- 4- 9-04 Riga : Letònia 0-2 Portugal
- 4- 9-04 Moscou : Rússia 1-1 Eslovàquia
- 8- 9-04 Luxemburg : Luxemburg 3-4 Letònia
- 8- 9-04 Bratislava : Eslovàquia 7-0 Liechtenstein
- 8- 9-04 Leiria : Portugal 4-0 Estònia
- 9-10-04 Vaduz : Liechtenstein 2-2 Portugal
- 9-10-04 Luxemburg : Luxemburg 0-4 Rússia
- 9-10-04 Bratislava : Eslovàquia 4-1 Letònia
- 13-10-04 Riga : Letònia 2-2 Estònia
- 13-10-04 Luxemburg : Luxemburg 0-4 Liechtenstein
- 13-10-04 Lisboa : Portugal 7-1 Rússia
- 17-11-04 Vaduz : Liechtenstein 1-3 Letònia
- 17-11-04 Luxemburg : Luxemburg 0-5 Portugal
- 17-11-04 Krasnodar : Rússia 4-0 Estònia
- 26- 3-05 Tallinn : Estònia 1-2 Eslovàquia
- 26- 3-05 Vaduz : Liechtenstein 1-2 Rússia
- 30- 3-05 Tallinn : Estònia 1-1 Rússia
- 30- 3-05 Riga : Letònia 4-0 Luxemburg
- 30- 3-05 Bratislava : Eslovàquia 1-1 Portugal
- 4- 6-05 Tallinn : Estònia 2-0 Liechtenstein
- 4- 6-05 Lisboa : Portugal 2-0 Eslovàquia
- 4- 6-05 Sant Petersburg: Rússia 2-0 Letònia
- 8- 6-05 Tallinn : Estònia 0-1 Portugal
- 8- 6-05 Riga : Letònia 1-0 Liechtenstein
- 8- 6-05 Luxemburg : Luxemburg 0-4 Eslovàquia
- 17- 8-05 Riga : Letònia 1-1 Rússia
- 17- 8-05 Vaduz : Liechtenstein 0-0 Eslovàquia
- 3- 9-05 Tallinn : Estònia 2-1 Letònia
- 3- 9-05 Faro-Loulé : Portugal 6-0 Luxemburg
- 3- 9-05 Moscou : Rússia 2-0 Liechtenstein
- 7- 9-05 Riga : Letònia 1-1 Eslovàquia
- 7- 9-05 Vaduz : Liechtenstein 3-0 Luxemburg
- 7- 9-05 Moscou : Rússia 0-0 Portugal
- 8-10-05 Aveiro : Portugal 2-1 Liechtenstein
- 8-10-05 Moscou : Rússia 5-1 Luxemburg
- 8-10-05 Bratislava : Eslovàquia 1-0 Estònia
- 12-10-05 Luxemburg : Luxemburg 0-2 Estònia
- 12-10-05 Porto : Portugal 3-0 Letònia
- 12-10-05 Bratislava : Eslovàquia 0-0 Rússia

- Classificat: Portugal

## Grup 4
| Equip       | Pts | PJ | PG | PE | PP | GF | GC |
| ----------- | --- | -- | -- | -- | -- | -- | -- |
| França      | 20  | 10 | 5  | 5  | 0  | 14 | 2  |
| Suïssa      | 18  | 10 | 4  | 6  | 0  | 18 | 7  |
| Israel      | 18  | 10 | 4  | 6  | 0  | 15 | 10 |
| Irlanda     | 17  | 10 | 4  | 5  | 1  | 12 | 5  |
| Xipre       | 4   | 10 | 1  | 1  | 8  | 8  | 20 |
| Illes Fèroe | 1   | 10 | 0  | 1  | 9  | 4  | 27 |

- 4- 9-04 Saint-Denis: França 0-0 Israel
- 4- 9-04 Dublín : Irlanda 3-0 Xipre
- 4- 9-04 Basilea : Suïssa 6-0 Illes Feroe
- 8- 9-04 Torshavn : Illes Feroe 0-2 França
- 8- 9-04 Ramat Gan : Israel 2-1 Xipre
- 8- 9-04 Basilea : Suïssa 1-1 Irlanda
- 9-10-04 Nicòsia : Xipre 2-2 Illes Feroe
- 9-10-04 Saint-Denis: França 0-0 Irlanda
- 9-10-04 Ramat Gan : Israel 2-2 Suïssa
- 13-10-04 Nicòsia : Xipre 0-2 França
- 13-10-04 Dublín : Irlanda 2-0 Illes Feroe
- 17-11-04 Nicòsia : Xipre 1-2 Israel
- 26- 3-05 Ramat Gan : Israel 1-1 Irlanda
- 26- 3-05 Saint-Denis: França 0-0 Suïssa
- 30- 3-05 Ramat Gan : Israel 1-1 França
- 30- 3-05 Zuric : Suïssa 1-0 Xipre
- 4- 6-05 Toftir : Illes Feroe 1-3 Suïssa
- 4- 6-05 Dublín : Irlanda 2-2 Israel
- 8- 6-05 Torshavn : Illes Feroe 0-2 Irlanda
- 17- 8-05 Toftir : Illes Feroe 0-3 Xipre
- 3- 9-05 Lens : França 3-0 Illes Feroe
- 3- 9-05 Basilea : Suïssa 1-1 Israel
- 7- 9-05 Nicòsia : Xipre 1-3 Suïssa
- 7- 9-05 Torshavn : Illes Feroe 0-2 Israel
- 7- 9-05 Dublín : Irlanda 0-1 França
- 8-10-05 Nicòsia : Xipre 0-1 Irlanda
- 8-10-05 Berna : Suïssa 1-1 França
- 8-10-05 Ramat Gan : Israel 2-1 Illes Feroe
- 12-10-05 Saint-Denis: França 4-0 Xipre
- 12-10-05 Dublín : Irlanda 0-0 Suïssa

- Classificat: França

## Grup 5
| Equip     | Pts | PJ | PG | PE | PP | GF | GC |
| --------- | --- | -- | -- | -- | -- | -- | -- |
| Itàlia    | 23  | 10 | 7  | 2  | 1  | 17 | 8  |
| Noruega   | 18  | 10 | 5  | 3  | 2  | 12 | 7  |
| Escòcia   | 13  | 10 | 3  | 4  | 3  | 9  | 7  |
| Eslovènia | 12  | 10 | 3  | 3  | 4  | 10 | 13 |
| Belarús   | 10  | 10 | 2  | 4  | 4  | 12 | 14 |
| Moldàvia  | 5   | 10 | 1  | 2  | 7  | 5  | 16 |

- 4- 9-04 Palerm : Itàlia 2-1 Noruega
- 4- 9-04 Celje : Eslovènia 3-0 Moldàvia
- 8- 9-04 Chisinau : Moldàvia 0-1 Itàlia
- 8- 9-04 Oslo : Noruega 1-1 Belarús
- 8- 9-04 Glasgow : Escòcia 0-0 Eslovènia
- 9-10-04 Minsk : Belarús 4-0 Moldàvia
- 9-10-04 Glasgow : Escòcia 0-1 Noruega
- 9-10-04 Celje : Eslovènia 1-0 Itàlia
- 13-10-04 Parma : Itàlia 4-3 Belarús
- 13-10-04 Tiraspol : Moldàvia 1-1 Escòcia
- 13-10-04 Oslo : Noruega 3-0 Eslovènia
- 26- 3-05 Milà : Itàlia 2-0 Escòcia
- 30- 3-05 Chisinau : Moldàvia 0-0 Noruega
- 30- 3-05 Celje : Eslovènia 1-1 Belarús
- 4- 6-05 Minsk : Belarús 1-1 Eslovènia
- 4- 6-05 Oslo : Noruega 0-0 Itàlia
- 4- 6-05 Glasgow : Escòcia 2-0 Moldàvia
- 8- 6-05 Minsk : Belarús 0-0 Escòcia
- 3- 9-05 Chisinau : Moldàvia 2-0 Belarús
- 3- 9-05 Glasgow : Escòcia 1-1 Itàlia
- 3- 9-05 Celje : Eslovènia 2-3 Noruega
- 7- 9-05 Minsk : Belarús 1-4 Itàlia
- 7- 9-05 Chisinau : Moldàvia 1-2 Eslovènia
- 7- 9-05 Oslo : Noruega 1-2 Escòcia
- 8-10-05 Palerm : Itàlia 1-0 Eslovènia
- 8-10-05 Oslo : Noruega 1-0 Moldàvia
- 8-10-05 Glasgow : Escòcia 0-1 Belarús
- 12-10-05 Minsk : Belarús 0-1 Noruega
- 12-10-05 Lecce : Itàlia 2-1 Moldàvia
- 12-10-05 Celje : Eslovènia 0-3 Escòcia

- Classificat: Itàlia

## Grup 6
| Equip            | Pts | PJ | PG | PE | PP | GF | GC |
| ---------------- | --- | -- | -- | -- | -- | -- | -- |
| Anglaterra       | 25  | 10 | 8  | 1  | 1  | 16 | 5  |
| Polònia          | 24  | 10 | 8  | 0  | 2  | 27 | 4  |
| Àustria          | 15  | 10 | 4  | 3  | 3  | 15 | 12 |
| Irlanda del Nord | 9   | 10 | 2  | 3  | 5  | 10 | 18 |
| Gal·les          | 8   | 10 | 2  | 2  | 6  | 10 | 15 |
| Azerbaidjan      | 3   | 10 | 0  | 3  | 7  | 1  | 21 |

- 4- 9-04 Viena : Àustria 2-2 Anglaterra
- 4- 9-04 Baki : Azerbaidjan 1-1 Gal·les
- 4- 9-04 Belfast : Irlanda N. 0-3 Polònia
- 8- 9-04 Viena : Àustria 2-0 Azerbaidjan
- 8- 9-04 Chorzow : Polònia 1-2 Anglaterra
- 8- 9-04 Cardiff : Gal·les 2-2 Irlanda N.
- 9-10-04 Viena : Àustria 1-3 Polònia
- 9-10-04 Baki : Azerbaidjan 0-0 Irlanda N.
- 9-10-04 Manchester : Anglaterra 2-0 Gal·les
- 13-10-04 Baki : Azerbaidjan 0-1 Anglaterra
- 13-10-04 Belfast : Irlanda N. 3-3 Àustria
- 13-10-04 Cardiff : Gal·les 2-3 Polònia
- 26- 3-05 Manchester : Anglaterra 4-0 Irlanda N.
- 26- 3-05 Warsòvia : Polònia 8-0 Azerbaidjan
- 26- 3-05 Cardiff : Gal·les 0-2 Àustria
- 30- 3-05 Viena : Àustria 1-0 Gal·les
- 30- 3-05 Newcastle : Anglaterra 2-0 Azerbaidjan
- 30- 3-05 Varsòvia : Polònia 1-0 Irlanda N.
- 4- 6-05 Baki : Azerbaidjan 0-3 Polònia
- 3- 9-05 Belfast : Irlanda N. 2-0 Azerbaidjan
- 3- 9-05 Chorzow : Polònia 3-2 Àustria
- 3- 9-05 Cardiff : Gal·les 0-1 Anglaterra
- 7- 9-05 Baki : Azerbaidjan 0-0 Àustria
- 7- 9-05 Belfast : Irlanda N. 1-0 Anglaterra
- 7- 9-05 Varsòvia : Polònia 1-0 Gal·les
- 8-10-05 Manchester : Anglaterra 1-0 Àustria
- 8-10-05 Belfast : Irlanda N. 2-3 Gal·les
- 12-10-05 Viena : Àustria 2-0 Irlanda N.
- 12-10-05 Manchester : Anglaterra 2-1 Polònia
- 12-10-05 Cardiff : Gal·les 2-0 Azerbaidjan

- Classificat: Anglaterra

## Grup 7
| Equip                | Pts | PJ | PG | PE | PP | GF | GC |
| -------------------- | --- | -- | -- | -- | -- | -- | -- |
| Sèrbia i Montenegro  | 22  | 10 | 6  | 4  | 0  | 16 | 1  |
| Espanya              | 20  | 10 | 5  | 5  | 0  | 19 | 3  |
| Bòsnia i Hercegovina | 16  | 10 | 4  | 4  | 2  | 12 | 9  |
| Bèlgica              | 12  | 10 | 3  | 3  | 4  | 16 | 11 |
| Lituània             | 10  | 10 | 2  | 4  | 4  | 8  | 9  |
| San Marino           | 0   | 10 | 0  | 0  | 10 | 2  | 40 |

- 4- 9-04 Serravalle : San Marino 0-3 Sèrbia i Mont.
- 4- 9-04 Charleroi : Bèlgica 1-1 Lituània
- 8- 9-04 Kaunas : Lituània 4-0 San Marino
- 8- 9-04 Zenica : Bòsnia i Herc. 1-1 Espanya
- 9-10-04 Santander : Espanya 2-0 Bèlgica
- 9-10-04 Sarajevo : Bòsnia i Herc. 0-0 Sèrbia i Mont.
- 13-10-04 Vilnius : Lituània 0-0 Espanya
- 13-10-04 Belgrad : Sèrbia i Mont. 5-0 San Marino
- 17-11-04 Serravalle : San Marino 0-1 Lituània
- 17-11-04 Brussel·les : Bèlgica 0-2 Sèrbia i Mont.
- 9- 2-05 Almería : Espanya 5-0 San Marino
- 26- 3-05 Brussel·les : Bèlgica 4-1 Bòsnia i Herc.
- 30- 3-05 Belgrad : Sèrbia i Mont. 0-0 Espanya
- 30- 3-05 Sarajevo : Bòsnia i Herc. 1-1 Lituània
- 30- 3-05 Serravalle : San Marino 1-2 Bèlgica
- 4- 6-05 Belgrad : Sèrbia i Mont. 0-0 Bèlgica
- 4- 6-05 València : Espanya 1-0 Lituània
- 4- 6-05 Serravalle : San Marino 1-3 Bòsnia i Herc.
- 8- 6-05 València : Espanya 1-1 Bòsnia i Herc.
- 3- 9-05 Belgrad : Sèrbia i Mont. 2-0 Lituània
- 3- 9-05 Zenica : Bòsnia i Herc. 1-0 Bèlgica
- 7- 9-05 Madrid : Espanya 1-1 Sèrbia i Mont.
- 7- 9-05 Anvers : Bèlgica 8-0 San Marino
- 7- 9-05 Vilnius : Lituània 0-1 Bòsnia i Herc.
- 8-10-05 Vilnius : Lituània 0-2 Sèrbia i Mont.
- 8-10-05 Brussel·les : Bèlgica 0-2 Espanya
- 8-10-05 Zenica : Bòsnia i Herc. 3-0 San Marino
- 12-10-05 Belgrad : Sèrbia i Mont. 1-0 Bòsnia i Herc.
- 12-10-05 Vilnius : Lituània 1-1 Bèlgica
- 12-10-05 Serravalle : San Marino 0-6 Espanya

- Classificat: Sèrbia i Montenegro

## Grup 8
| Equip    | Pts | PJ | PG | PE | PP | GF | GC |
| -------- | --- | -- | -- | -- | -- | -- | -- |
| Croàcia  | 24  | 10 | 7  | 3  | 0  | 21 | 5  |
| Suècia   | 24  | 10 | 8  | 0  | 2  | 30 | 4  |
| Bulgària | 15  | 10 | 4  | 3  | 3  | 17 | 17 |
| Hongria  | 14  | 10 | 4  | 2  | 4  | 13 | 14 |
| Islàndia | 4   | 10 | 1  | 1  | 8  | 14 | 27 |
| Malta    | 3   | 10 | 0  | 3  | 7  | 4  | 32 |

- 4- 9-04 Zagreb : Croàcia 3-0 Hongria
- 4- 9-04 Reykjavik : Islàndia 1-3 Bulgària
- 4- 9-04 Ta'Qali : Malta 0-7 Suècia
- 8- 9-04 Goteborg : Suècia 0-1 Croàcia
- 8- 9-04 Budapest : Hongria 3-2 Islàndia
- 9-10-04 Zagreb : Croàcia 2-2 Bulgària
- 9-10-04 Ta'Qali : Malta 0-0 Islàndia
- 9-10-04 Solna : Suècia 3-0 Hongria
- 13-10-04 Sofia : Bulgària 4-1 Malta
- 13-10-04 Reykjavik : Islàndia 1-4 Suècia
- 17-11-04 Ta'Qali : Malta 0-2 Hongria
- 26- 3-05 Sofia : Bulgària 0-3 Suècia
- 26- 3-05 Zagreb : Croàcia 4-0 Islàndia
- 30- 3-05 Zagreb : Croàcia 3-0 Malta
- 30- 3-05 Budapest : Hongria 1-1 Bulgària
- 4- 6-05 Sofia : Bulgària 1-3 Croàcia
- 4- 6-05 Reykjavik : Islàndia 2-3 Hongria
- 4- 6-05 Goteborg : Suècia 6-0 Malta
- 8- 6-05 Reykjavik : Islàndia 4-1 Malta
- 3- 9-05 Budapest : Hongria 4-0 Malta
- 3- 9-05 Reykjavik : Islàndia 1-3 Croàcia
- 3- 9-05 Solna : Suècia 3-0 Bulgària
- 7- 9-05 Sofia : Bulgària 3-2 Islàndia
- 7- 9-05 Budapest : Hongria 0-1 Suècia
- 7- 9-05 Ta'Qali : Malta 1-1 Croàcia
- 8-10-05 Sofia : Bulgària 2-0 Hongria
- 8-10-05 Zagreb : Croàcia 1-0 Suècia
- 12-10-05 Budapest : Hongria 0-0 Croàcia
- 12-10-05 Ta'Qali : Malta 1-1 Bulgària
- 12-10-05 Solna : Suècia 3-1 Islàndia

- Classificat: Croàcia

## Rànquing de segons classificats
Els partits contra els equips que van finalitzar setens en els grups 1-3 no es comptabilitzen. Els dos primers es classifiquen dirèctament, els sis restants disputen un playoff.
| Equip           | Pts | PJ | PG | PE | PP | GF | GC |
| --------------- | --- | -- | -- | -- | -- | -- | -- |
| Suècia          | 24  | 10 | 8  | 0  | 2  | 30 | 4  |
| Polònia         | 24  | 10 | 8  | 0  | 2  | 27 | 9  |
| República Txeca | 21  | 10 | 7  | 0  | 3  | 23 | 11 |
| Espanya         | 20  | 10 | 5  | 5  | 0  | 19 | 3  |
| Suïssa          | 18  | 10 | 4  | 6  | 0  | 17 | 6  |
| Noruega         | 18  | 10 | 5  | 3  | 2  | 12 | 7  |
| Eslovàquia      | 17  | 10 | 4  | 5  | 1  | 17 | 7  |
| Turquia         | 17  | 10 | 4  | 5  | 1  | 13 | 9  |

- Classificats: Suècia i Polònia

## Playoffs de la zona UEFA
Partit d'anada
- 12-11-05 Madrid: Espanya 5-1 Eslovàquia
- 12-11-05 Berna: Suïssa 2-0 Turquia
- 12-11-05 Oslo: Noruega 0-1 República Txeca

Partit de tornada
- 16-11-05 Bratislava: Eslovàquia 1-1 Espanya
- 16-11-05 Istanbul: Turquia 4-2 Suïssa
- 16-11-05 Praga: República Txeca 1-0 Noruega

- Classificats: Espanya, Suïssa i República Txeca